# Дончук Павло Петрович
Павло Петрович Дончук (нар. 1924, село Піківець, тепер Уманського району Черкаської області — ?) — український радянський діяч, новатор виробництва, токар дротового цеху Київського заводу «Укркабель». Депутат Верховної Ради УРСР 5-го скликання.

## Біографія
Народився в селянській родині. Рано залишився без батьків. Закінчив семирічну школу.
З осені 1940 року — учень токаря, токар Київського заводу «Укркабель». Літом 1941 року, разом із заводом, був евакуйований до Свердловської області РРФСР.
З вересня 1941 року —  в Червоній армії, учасник німецько-радянської війни. Служив командиром кулеметного розрахунку 232-го стрілецького полку 132-ї стрілецької дивізії 1-го Українського фронту. Після важкого поранення у січні 1944 року, в боях біля Білої Церкви, отримав інвалідність ІІ групи, був демобілізований і повернувся до Києва.
Очолив комсомольсько-молодіжну бригаду з відбудови Київського заводу «Укркабель», обирався секретарем комітету ЛКСМУ заводу. Без відриву від виробництва закінчив вечірню школу робітничої молоді та здобув середню освіту.
Працював токарем дротового цеху Київського заводу «Укркабель». Перевиконував виробничі норми.
У 1959 році закінчив заочний відділ Київського інженерно-будівельного інституту.
Член КПРС з 1960 року.
На 1963—1965 роки — директор Київського експериментально-механічного заводу управління легкої промисловості Київського раднаргоспу.

## Звання
- старший сержант

## Нагороди
- орден Вітчизняної війни І ст. (6.04.1985)
- орден Слави ІІІ ст. (6.08.1946)
- ордени
- медалі